# Edward Tamba Charles

Wappen von Edward Tamba Charles

Edward Tamba Charles (* 18. April 1956 in Kainkordu) ist ein sierra-leonischer Priester und Erzbischof des Erzbistums Freetown in der Hauptstadt Freetown.

## Leben
Edward Tamba Charles empfing am 4. April 1986 die Priesterweihe. Papst Benedikt XVI. ernannte ihn am 15. März 2008 zum Erzbischof von Freetown und Bo. 
Der Apostolische Nuntius in Liberia, Gambia und Sierra Leone, George Antonysamy, spendete ihm am 14. Mai desselben Jahres die Bischofsweihe; Mitkonsekratoren waren Patrick Daniel Koroma, Bischof von Kenema, und George Biguzzi SX, Bischof von Makeni.